# Cockburn Town (Bahamy)
Cockburn Town – miasto na Bahamach, na wyspie San Salvador. Według danych szacunkowych na rok 2013 liczy 610 mieszkańców. Ośrodek turystyczny. Piętnaste co do wielkości miasto kraju.